# The Zenith Angle
The Zenith Angle est un roman de science-fiction de Bruce Sterling, publié pour la première fois en 2004, sur un expert pionnier de la sécurité des ordinateurs et des réseaux avec une personnalité de pirate informatique traditionnelle appelé Derek Vandeveer. Sa vie change irrévocablement après les attaques du 11 septembre 2001 contre le World Trade Center.

## Résumé de l'intrigue
Derek "Van" Vandeveer est un jeune informaticien respecté qui prend son petit-déjeuner dans son nouveau domicile avec sa femme et son jeune fils. Il est riche en stock-options et séduit par son propre succès lorsque tout son monde change soudainement et à jamais lorsque les avions commencent à s'écraser sur le World Trade Center. Quelques mois plus tard, sa fortune est devenue un scandale semblable à Enron, et son épouse et son fils ont déménagé dans l’ouest pour travailler sur un nouveau télescope développé par un entrepreneur milliardaire.
Van est recruté dans une branche naissante du gouvernement travaillant à l'extérieur de la bureaucratie principale pour améliorer considérablement la sécurité des systèmes gouvernementaux. Ses concepts ingénieux lui vallent encore plus de respect de la part de ses pairs, mais au fil du projet, Van évolue au fil des changements de personnalité, devenant de plus en plus paranoïaque et simultanément plus patriotique. Sans l'aide psychologique de l'argent et de la belle maison de son ancienne société, il commence même à se demander s'il est vraiment un informaticien ou juste un technicien trop glorifié.
Le roman arrive alors qu'on demande à Van de rechercher la raison pour laquelle un satellite-espion d'un projet porcin de plusieurs milliards de dollars échoue dans l'espace. La bureaucratie, pensant qu'il échouera dans cette entreprise, espère l'utiliser pour discréditer son patron et lui-même et mettre un terme à leur montée en puissance à Washington. Van découvre le problème et y met fin par une attaque secrète de type militaire sur la source.

## Des thèmes
Bruce Sterling aborde nombre de ses intérêts actuels au cours de ce thriller techno Conception respectueuse de l'environnement, bulle Internet, Bollywood, sécurité des ordinateurs et des réseaux, et câble à fibres optiques.